# Нагель, Отто
О́тто На́гель (нем. Otto Nagel; 27 сентября 1894, Берлин, Германская империя — 12 июля 1967, Берлин, ГДР) — немецкий живописец и график, профессор, один из наиболее известных художников ГДР. Президент Академии искусств ГДР (1956—1962). Лауреат Национальной премии ГДР (1950).

## Биография
Отто Нагель родился в берлинском районе Веддинг в семье столяра, участника социал-демократического движения. В дальнейшем Отто всю жизнь придерживался левых политических взглядов. По окончании «народной» школы поступил в школу мозаичного и витражного искусства, но можно сказать, что живописи он обучался самостоятельно.
Во время Первой мировой войны Нагель попал в лагерь для штрафников за уклонение от военной службы. В 1919 году он написал свою первую картину маслом — под влиянием творчества Августа Макке. В этот же период Нагель становится членом Коммунистической партии Германии. 

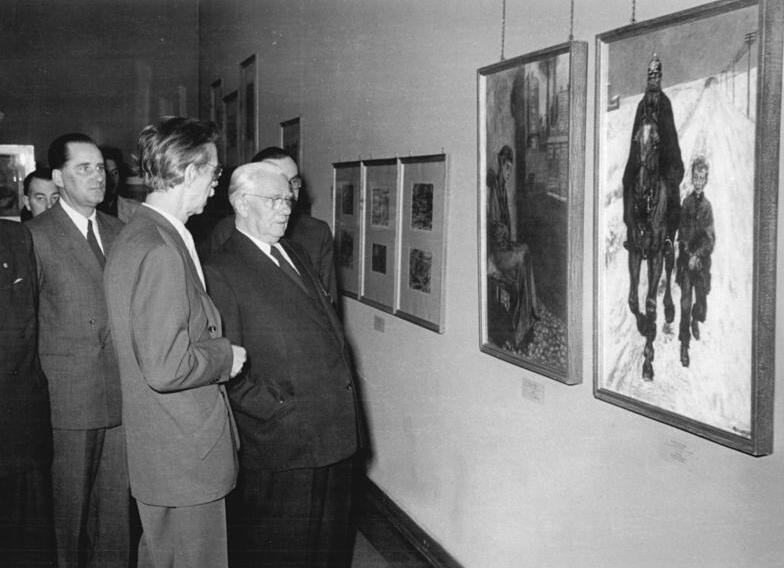
Президент ГДР Вильгельм Пик и Отто Нагель на выставке в Академии искусств ГДР, 1956

В 1922 году он совместно с Эрвином Пискатором организует Общество помощи художникам.
В 1933 году Нагеля избрали председателем Общегерманского союза художников, однако почти сразу же эта организация была упразднена пришедшими к власти нацистами.
После Второй мировой войны Нагель жил сначала под Потсдамом, затем, с 1950 года, — в Восточном Берлине.
В 1950 году Нагелю была присуждена Национальная премия ГДР. В том же году он участвует в создании Германской академии искусств в Берлине; в 1956—1962 годах он занимал пост президента академии.
В 1958 году Нагель вместе с Хансом Тео Рихтером побывал в Советском Союзе; художники посетили по Москву и Ленинград. 
Художник скончался 12 июля 1967 года в берлинском районе Бисдорф. После кремации, урна с его прахом была захоронена на Центральном кладбище Фридрихсфельде.

## Произведения
Главной темой творчества Отто Нагеля является Берлин: портреты жителей, сцены из жизни и пейзажи города. Среди основных произведений:
- 1921: «Лотта с куклой»

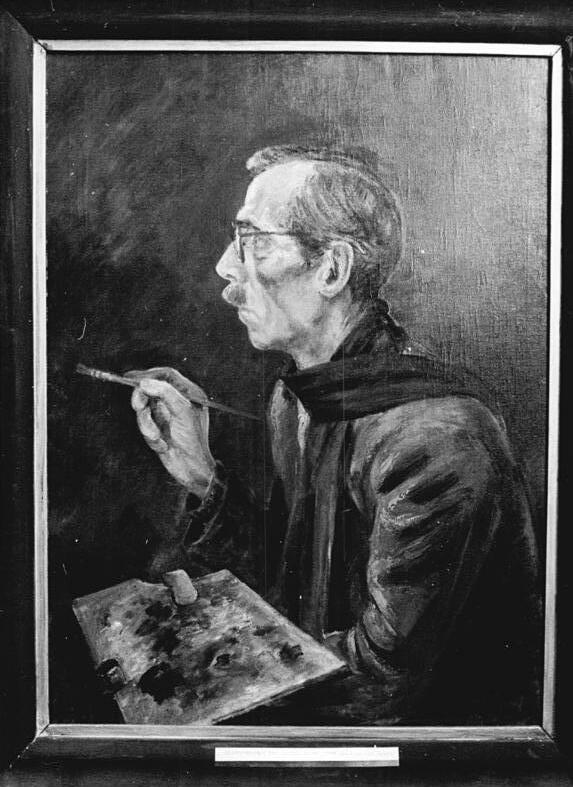
Автопортрет с красным шарфом, 1949, Национальная галерея Берлина

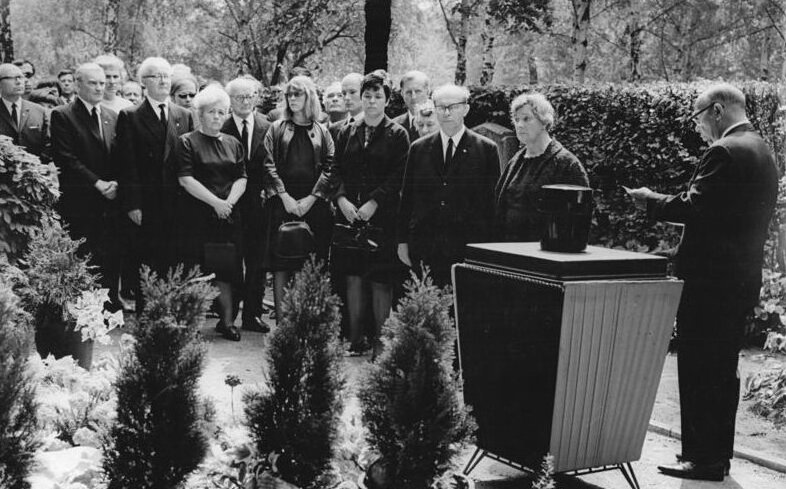
Захоронение урны с прахом Отто Нагеля, 28 июля 1967, Берлин.

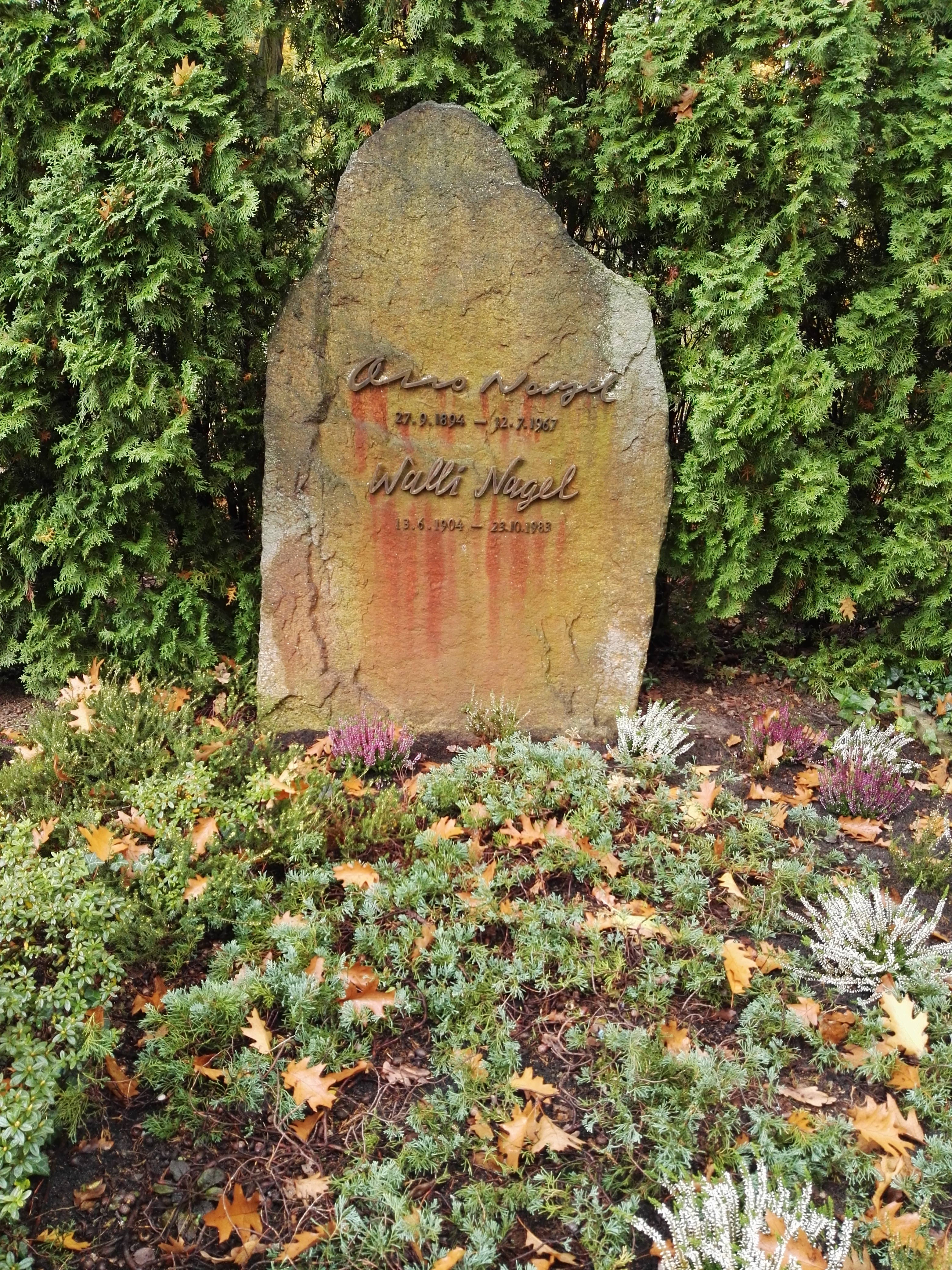
Могила Отто Нагеля на Центральном кладбище Фридрихсфельде в Берлине

- 1925: «Старый рабочий», Государственный Эрмитаж, Санкт-Петербург
- 1923: «Автопортрет в шляпе»
- 1929: «Мать и дитя», Национальная галерея Берлина
- 1925: «Саратов», Национальная галерея Берлина
- 1927: «Скамейка в парке в Веддинге», Национальная галерея Берлина
- 1929: «Генрих Циллон»
- 1931: «Вооруженные рабочие»
- 1934: «Мертвое дитя», Национальная галерея Берлина
- 1935: «70-летие лесника Шарфа», Национальная галерея Берлина
- 1936: Автопортрет перед пустым мольбертом, Дрезденская галерея
- 1935—1937: Пейзажи Шпревальда
- 1937: «Рыночная площадь Берлина»
- 1937: «Автопортрет», пастель, Дрезденская галерея
- 1939—1945: «Старый Берлин», серия пастелей.
- 1948: Портрет дочери, Дрезденская галерея
- 1949: Автопортрет с красным шарфом, Национальная галерея Берлина
- 1952: Портрет молодого каменщика
- 1958: «Ноябрь 1918», серия эстампов, Дрезденская галерея
- 1963: Автопортрет «Старый художник», Дрезденская галерея
- 1965: Портрет девушки, Дрезденская галерея
- Иллюстрации к роману «Белый голубь или мокрый треугольник» (Изд. Галле/Лейпциг, 1978 г.; новое издание: Берлин, 2017 г.)

## Сочинения
- Leben und Werk (Geleitwort von М. Schroeder). B., 1952.
- Отто Нагель. Кете Кольвиц. М.: Изобразительное искусство, 1971

## Память
Имя Отто Нагеля носят многие улицы и учреждения в Германии, среди которых:
- Гимназия имени Отто Нагеля в Берлине
- Школа имени Отто Нагеля в Бергхольце
- Начальная школа имени Отто Нагеля в Шёневальде
- Аллея Отто Нагеля в Цойтене
- Дом культуры имени Отто Нагеля в Потсдаме
- В честь Отто Нагеля названы улицы в Берлине, Потсдаме, Баутцене, Форсте, Франкфурте-на-Одере, Галле, Хойерсверде , Магдебурге и Цвиккау.
- Мемориальная доска в Берлине, на доме, где родился Отто Нагель.
- Мемориальная доска в Берлине, на доме, где жил Отто Нагель.
- В 1969 году Почта ГДР выпустила марку, посвященную Отто Нагелю

## Награды

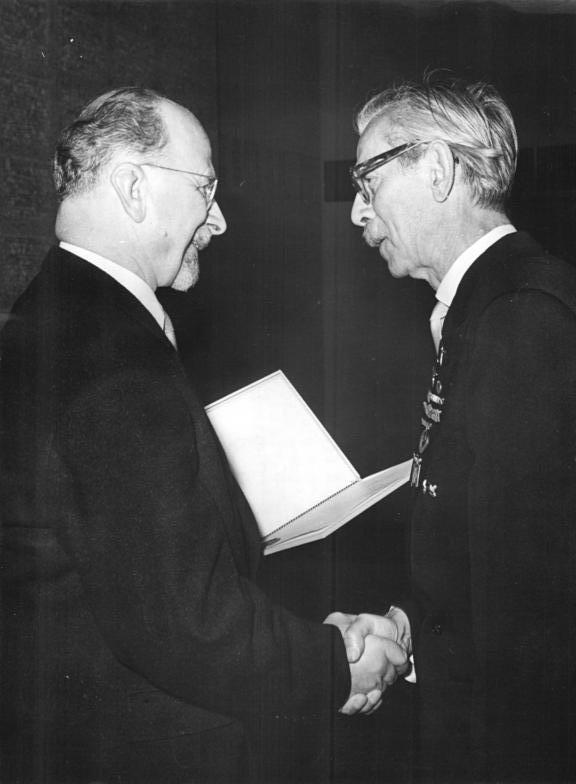
Вальтер Ульбрихт вручает Отто Нагелю орден «За заслуги перед Отечеством» I степени, 1964

- 1950: Национальная премия ГДР второго класса;
- 1957: Премия имени Гёте города Берлина
- 1960: Почетный член Академии художеств СССР
- 1964: Орден «За заслуги перед Отечеством» 1 степени
- 1967: Премия Кете Кольвиц